# Proclitus heterocerus
Proclitus heterocerus är en stekelart som först beskrevs av Thomson 1888.  Proclitus heterocerus ingår i släktet Proclitus och familjen brokparasitsteklar. Inga underarter finns listade i Catalogue of Life.